# Lagarteira
Lagarteira est une freguesia portugaise située dans le District de Leiria.
Avec une superficie de 7,76 km2 et une population de 566 habitants (2001), la paroisse possède une densité de 72,9 hab/km2.